# Extremus-Versicherung
Die Extremus Versicherungs-Aktiengesellschaft ist ein deutscher Spezialversicherer mit Sitz in Köln. Gründungsmitglieder und Aktionäre sind eine Mehrzahl namhafter deutscher, aber auch ausländischer und in Deutschland tätiger Versicherungsunternehmen.
Aufgrund des Schadensausmaßes durch die Terroranschläge am 11. September 2001 in den Vereinigten Staaten sahen sich die Versicherer und Rückversicherer weltweit nicht mehr in der Lage, Schadenereignisse dieser Größenordnung im Rahmen konventioneller Vertragsstrategien abzudecken. Auch das Kumulrisiko, das Zusammentreffen verschiedener Schäden aus einer oder mehreren Sparten, war für die Rückversicherer kalkulatorisch nicht mehr darstellbar. Der Gefahr durch terroristische Anschläge soll insofern begegnet werden, dass dem Versicherungsnehmer einerseits die nötige Sicherheit und Stabilität vermittelt wird, aber weder Erst- noch Rückversicherer andererseits Gefahr laufen sollen, in den Ruin getrieben zu werden. Derartige Anschläge bergen hohe Ausfallrisiken durch Groß- und Größtschäden, insbesondere ausgelöst durch Feuer und Betriebsunterbrechungen. Hauptaugenmerk liegt daher auf der finanziellen Eindeckung dieser speziellen Sondergefahren. 

## Geschichte
Die Terroranschläge vom 11. September 2001 veranlassten die Versicherungswirtschaft im Zusammenspiel mit der Bundesregierung in Deutschland dazu, Schadensfällen aus realisiertem Terrorrisiko zukünftig besser zu begegnen. Zwar konnte Terrorismus in vielen deutschen Versicherungssparten grundsätzlich abgesichert werden, doch besteht dazu im Gegensatz zu Staaten wie Frankreich oder Belgien bis heute keine Rechtspflicht.
Am 26. April 2002 verkündete die Bundesregierung auf einer gemeinsamen Pressekonferenz mit dem Gesamtverband der deutschen Versicherungswirtschaft (GDV) und dem Bundesverband der Deutschen Industrie (BDI), dass sie sich an einer Gesamtlösung mit einer Staatsgarantie beteiligen wolle. Am 3. September 2002 wurde deshalb die Extremus Versicherungs-AG gegründet.
Die Übereinkunft der Spitzenverbände von Industrie und Politik verständigte sich darauf, dass Erstversicherer von Feuer- und Betriebsunterbrechungsversicherungen das Terrorrisiko in ihren Verträgen bis zu einer Gesamtversicherungssumme von 25 Mio. Euro nicht ausschließen würden. Darüber hinausgehende Terrorrisiken sollten durch den Spezialversicherer Extremus rückgedeckt werden, dies bis zu einer Jahreshöchstentschädigungsgrenze in Höhe von 10 Mrd. Euro, wobei Extremus die Haftung bis zur Grenze von 2 Mrd. Euro selbst trüge und bis zu 8 Mrd. Euro eine Staatsgarantie vom Bund ausgesprochen würde.
Die Fortgeltung dieser Haftungsverhältnisse wurde im Juli 2009 bestätigt und um zwei Jahre verlängert. Im November 2015 wurde die Staatshaftung durch das BMF erneut um vier Jahre bis Ende 2019 verlängert. Im Zuge dessen wurde die Quotenverteilung zugunsten des Staates angepasst. Extremus übernimmt nun Risiken bis zu einer Grenze von 2,5 Mrd. Euro, der Staat ergänzt diese Summe um bis zu 7,5 Mrd. Euro.
2019 wurde die Staatshaftung bis Ende 2022 verlängert. Extremus haftet bis zu 2,52 Mrd. Euro; der Staat übernimmt für diesen Betrag übersteigende Schäden eine Garantie von 6,48 Mrd. Euro, sodass die Maximaldeckung 9,0 Mrd. Euro beträgt.
Für das Geschäftsjahr 2017 bestanden bei der Extremus-Versicherung 1488 Verträge für 8733 Risikoorte mit einer Gesamtversicherungssumme von rund 692,6 Mrd. Euro. Daraus ergibt sich eine durchschnittliche Versicherungssumme von 465,5 Mio. Euro je Vertrag oder 79,3 Mio. Euro je Risikoort. Die Extremus-Versicherung erzielte 2017 nach Kosten und Steuern einen Gewinn von 200.000 Euro.
Der Versicherungsschutz galt zunächst nur für das Inland und wurde 2005 auf Auslandsrisiken erweitert. Maßgeblicher Risikoträger der Terrordeckung dort ist ein Konsortium aus führenden Lloyd’s-Syndikaten.
| Eigner                               | Anteile |
| ------------------------------------ | ------- |
| Allianz                              | 16,0 %  |
| AIG Europe Limited                   | 02,5 %  |
| Deutsche Rückversicherung            | 11,0 %  |
| DEVK                                 | 02,0 %  |
| Generali Deutschland                 | 02,5 %  |
| Gothaer Allgemeine                   | 05,0 %  |
| HDI Global SE                        | 13,0 %  |
| HUK-Coburg                           | 02,0 %  |
| LVM Versicherung                     | 02,0 %  |
| Münchener Rück                       | 16,0 %  |
| R+V Versicherung                     | 05,0 %  |
| Signal Iduna                         | 02,0 %  |
| Swiss Re                             | 15,0 %  |
| Vereinigte Hannoversche Versicherung | 01,0 %  |
| Zurich                               | 05,0 %  |